# TT38

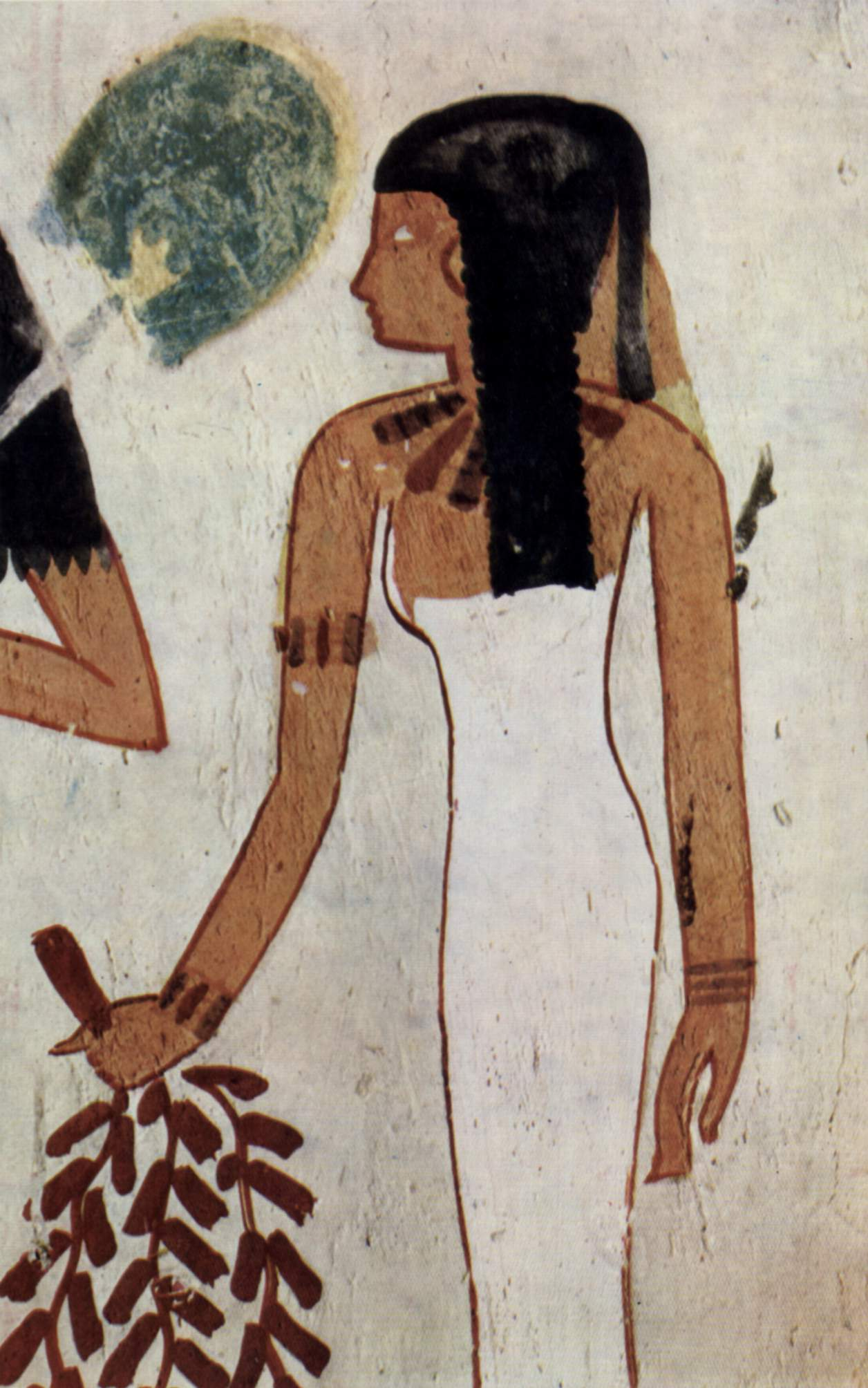
Scène dans la tombe TT 38

La tombe thébaine TT 38 est située à Cheikh Abd el-Gournah, dans la nécropole thébaine, sur la rive ouest du Nil, face à Louxor en Égypte.
C'est la sépulture de Djéserkarêseneb, scribe, compteur des grains du grenier d'Amon, durant le règne de Thoutmôsis IV et sa famille.